# Cuci
Cuci (węg. Kutyfalva) – wieś w Rumunii, w okręgu Marusza, w gminie Cuci. W 2011 roku liczyła 769 mieszkańców.